# Lewis B. Schwellenbach
Lewis B. Schwellenbach (Superior, 1894. szeptember 20. – Walter Reed Army Medical Center, 1948. június 10.) az Amerikai Egyesült Államok szenátora (Washington, 1935–1940).